# Dicastério para a Cultura e a Educação
Dicastério para a Cultura e a Educação (em latim: Dicasterium ad culturam et educationem) é um dicastério da Cúria Romana, competente para os apelos hierárquicos em matérias de educação e cultura.

## Caracterização
Com a promulgação da Constituição apostólica Prædicate Evangelium, em seu artigo 153, indica que o Dicastério para a Cultura e a Educação "trabalha para o desenvolvimento dos valores humanos nas pessoas dentro do horizonte da antropologia cristã, contribuindo para a plena realização do seguimento de Jesus Cristo."
O Dicastério nasce da unificação da Congregação para a Educação Católica com o Pontifício Conselho para a Cultura. O Dicastério para a Cultura e a Educação também coordena, conforme o artigo 162, a atividade de algumas Academias Pontifícias, algumas de antigas fundações, nas quais são cooptadas as grandes personalidades internacionais das ciências teológicas e humanísticas, escolhidas entre crentes e não crentes. Atualmente são: a Pontifícia Academia Insigne de Belas Artes e Letras dos Virtuosos do Panteão, a Pontifícia Academia Romana de Arqueologia; a Pontifícia Academia de Teologia; a Pontifícia Academia de São Tomás; a Pontifícia Academia Mariana Internacional; a Pontifícia Academia Cultorum Martyrum e a Pontifícia Academia da Latinidade.
É formado pela Seção para a Cultura, dedicada à promoção da cultura, à animação pastoral e à valorização do patrimônio cultural, e pela Seção para a Educação, que desenvolve os princípios fundamentais da educação com referência às escolas, Institutos superiores de estudos e pesquisas católicos e eclesiásticos.

## Prefeitos
|           | Nome                                      | Período   | Notas     |
| Prefeitos | Prefeitos                                 | Prefeitos | Prefeitos |
| --------- | ----------------------------------------- | --------- | --------- |
| 1º        | José Tolentino Cardeal Calaça de Mendonça | 2022-     | Atual     |